# Det lange 19. århundrede
Det lange 19. århundrede eller Den borgerlige tidsalder er den betegnelse man af og til finder anvendt om perioden i europæisk historie fra 1789-1914. Perioden tager sit udgangspunkt i den franske revolution hvor det parisiske borgerskab afskaffede monarkiet, og den slutter ved indgangen til første verdenskrig, en periode der indledte et alvorligt tilbageslag for den borgerligt-liberale ide om frihed og demokrati.
Betegnelsen "det lange 19. århundrede" er opfundet af den britiske historiker Eric Hobsbawm, der i sine tre bøger The Age of Revolution : Europe 1789-1848, The Age of Capital : Europe 1848-1875, og The Age of Empire (book)|The Age of Empire : Europe 1875-1914 har beskrevet perioden.